# Mountain Battles
Mountain Battles è il quarto album in studio del gruppo musicale statunitense The Breeders, pubblicato nel 2008.

## Tracce
Testi e musiche di Kim Deal, tranne dove indicato.
1. Overglazed – 2:15
2. Bang On – 2:03
3. Night of Joy – 3:26
4. We're Gonna Rise – 3:53
5. German Studies – 2:16
6. Spark – 2:39
7. Istanbul – 2:58
8. Walk It Off – 2:46
9. Regalame Esta Noche (Roberto Cantoral) – 2:52
10. Here No More – 2:39
11. No Way – 2:33
12. It's the Love (The Tasties) – 2:28
13. Mountain Battles – 3:54